# Edwin Morgan
Edwin George Morgan, (Glasgow, 27 de abril de 1920 - 19 de agosto de 2010), foi um poeta, tradutor e dramaturgo escocês de língua inglesa, considerado um dos poetas mais importantes do seu país, ou o "Poeta Nacional" (Scots Makar). Tendo escrito sob uma grande variedade de formas, incluindo o soneto, sofreu influência da Geração Beat, de William Blake, Maiakovski e da Poesia concreta , publicando poemas na revista Invenção, ligada ao grupo Noigandres.
Traduziu poemas de diversas línguas, inclusive trechos de "Galáxias" de Haroldo de Campos .

## Obra poética (não completa)
- The Second Life, 1968, Edinburgh UP
- Glasgow Sonnets, 1972, Castlelaw
- Instacmatic Poems, 1972, Ian McKelvie
- From Glasgow to Saturn, 1973, Carcanet
- The Whittrick: A Poem in Eight Dialogues, 1973, Akros
- The New Divan, 1977, Carcanet
- Poems of Thirty Years, 1982, Carcanet
- Selected Poems, 1985, Carcanet
- Sonnets form Scotland, 1984, Mariscat
- Themes on a Variation, 1988, Carcanet
- Collected Poems, 1990, Carcanet
- Hold Hands Among the Atoms: 70 Poems, 1991, Mariscat
- Sweeping Out the Dark, 1994, Carcanet
- Virtual and Other Realities, 1997, Carcanet, recebeu o Stakis Prize em 1998.
- New Selected Poems, 2000, Carcanet
- Cathures: New Poems, 1997-2001, 2002, Mariscat
- Love and a Life, 2003, Mariscat
- Tales From Baron Munchausen. 12 Poems, 2004, Mariscat
- The Play of Gilgamesh, 2005, Carcanet
- A Book of Lives, 2007, Carcanet